# Звичайна схема «русскої» історії… (стаття М. Грушевського)
Звичайна схема «русскої» історії й справа раціонального укладу історії східного слов'янства — концепція самобутності історичного розвитку українського народу в контексті українсько-російської історіографії історика Михайла Грушевського, що суперечила тодішній панівній російській схемі історії східноєвропейських народів, що обстоювала концепцію «общерусскої» народності. Вперше виголошена у статті вченого, написаній 1904 року.

## Передісторія появи
У 1903 р. М. Грушевський отримав запрошення від Вільної російської школи в Парижі для читання курсу лекцій з історії України. На основі лекцій вчений протягом літа 1903 році підготував російською мовою «Очерк истории украинского народа». Також, історик готувався виступати з доповіддю на Міжнародному конгресі славістів в Санкт Петербурзі.
Стаття вченого була надрукована в першому випуску збірника «Статьи по славяноведению», який вийшов в Санкт-Петербурзі в 1904 році під редакцією відомого вченого Володимира Ламанського.
При чому стаття українською мовою була опублікована вперше після заборони 1863 року. Це стало можливим через те, що у збірнику, що видавала Імператорська академія наук у Санкт-Петербурзі, публікувались статті іноземними мовами.

## Публікації статті
Стаття неодноразово перевидавалась в Україні та за кордоном, виходила українською та англійською мовами окремими виданнями, і в збірниках. Так, у 1964 році "Звичайна схема"русскої" історії…" М. Грушевського була надрукована канадським вченим українського походження Богданом Кравцівим у книзі «Вивід прав України: Документи і матеріали до історії української політичної думки».
У 1965 і 1966 рр. до 100-річчя від дня народження великого історика стаття двічі виходила англійською мовою (The Traditional Scheme of «Russian» History and the Problem of a National Organization of the History of the East Slavs).
1985 року "Звичайну схему"русскої" історії…" опублікував грушевськознавець Любомир Винар у своїй монографії «Найвидатніший історик України Михайло Грушевський (1866—1934)». У 1991 році статтю було надруковано в газеті «Літературна Україна» (30 травня) та журналі «Пам'ятки України» (№ 3. — С. 4-7).
У Львівському видавництві «Світ» її уміщено у першому томі 50-томного повного зібрання творів Михайла Грушевського, серія: «Суспільно-політичні твори», що вийшов у 2002 р.

## Головні положення історичної концепції
У праці «Звичайна схема „русскої“ історії і справа раціонального укладу історії східного слов'янства» (1904) М. Грушевський рішуче виступив з науковою критикою російської схеми історії східноєвропейських народів (історії Східної Європи, тобто Росії, України, Білорусі), яка обстоювала концепцію «общерусскої» народності, її історії та культури, водночас нехтуючи історичним розвитком українського і білоруського народів, що, власне, було виявом російського історіографічного шовінізму.
«Руська історія» здавалась українському історику «…пережитком старомосковської історіографічної схеми — пережитком, дещо приладженим до новіших історіографічних вимог, але в основі своїй нераціональним».
Квінтесенцією авторських роздумів є саме думка про те, що «общерусскої» історії не було й не може бути, як немає «общерусскої» народності. Може бути історія всіх «руських народностей, кому охота їх так називати», або ж історія східного слов'янства. Вона й повинна стати, як вважав учений, на місце теперішньої «руської історії».
М. Грушевський обґрунтував думку про необхідність вивчення різних гілок східного слов'янства, створив власну, а не підпорядковану російській, історію українського народу. Вчений довів, що спроби пов'язувати Київську державу з її суспільно-політичним укладом і культурою з Володимиро-Московським князівством ХІІІ — XIV ст. не мають під собою підстав.
Українські племена стали державотворчим елементом у формуванні Київської держави, культурно-політичну спадщину якої перебрала Галицько-Волинська держава, а не Московська, як було прийнято вважати в російській дореволюційній, а потім і радянській історіографії.
|  | «Ми знаємо, — писав М. Грушевський, — що Київська держава, право, культура були утвором однієї народності, українсько-руської; Володимиро-Московська — другої, великоруської». |

Отже, автор розробив власні підходи до історичного минулого України, які відрізнялися від панівної в офіційній російській історіографії схеми розвитку історичного процесу за М. Карамзіним, С. Соловйовим, В. Ключевським, М. Погодіним і привели до широкої полеміки, що виникла з появою нової історичної концепції.

## Полеміка з противниками нової концепції
Михайло Грушевський на початку ХХ ст. веде дискусію зі своїми російськими колегами, але представниками старої історіографічної школи, прихильниками Погодінської теорії — Миколою Устряловим, Дмитром Іловайським та Костянтином Бестужевим-Рюміним з приводу ролі Великого князівства Литовського в «русской історії».
Український історик схвалює правильність, на його думку, висловлювань щодо означеної проблеми російським істориком та археографом, професором Василем Сторожевим у праці «Русская история с древнейших времен» (Москва, 1898), який наголошує, що «Русь дніпровська і Русь північно-східна — два зовсім відмінні явища…», а «історію їх творять неоднаково дві осібні часті русскої народності».
Так само М. Грушевський позитивно оцінює намагання російського професора Дмитра Корсакова встановити початковий період розвитку великоруської народності з історії Ростово-Суздальської землі, хоча на додаток зауважує про незавершеність дослідження.
Крім того, порушена українським істориком дискусійна проблема велась на сторінках періодичних видань «Записки НТШ», «Літературно-науковий вістник», «Записки Українського Наукового товариства», що були засновані Михайлом Сергійовичем наприкінці ХІХ — на початку ХХ ст. у Львові та Києві.
Зокрема, в «Записках Наукового товариства імені Шевченка» (т.т. ХІІІ, XXXVII, ХХХІХ) є рецензії вченого на праці російських істориків Павла Мілюкова, Михайла Загоскіна, Михайла Владимирського-Буданова.

## Реалізація концепції
М. Грушевському знадобилось п'ятнадцять років для опрацювання історії українсько-руської народності й вироблення її нової моделі як у загальних курсах, так і окремих спеціальних працях. Вона знайшла втілення в багатотомній «Історії України-Руси», що вийшла у 1898—1922 роках в 10-томах та 13 книгах, «Ілюстрованій історії України», «Очерках истории украинского народа», «Про старі часи на Україні» та інших його наукових працях.
На основі аналізу й синтезу в ньому знайшов відображення розвиток української історії від ранніх часів до 1657 року включно.

## Послідовники концепції
Вчені-історики початку ХХ ст. (багато з яких були учнями Михайла Сергійовича: Володимир Дорошенко, Іван Крип'якевич, Василь Герасимчук, Мирон Кордуба, Микола Василенко та багато інших) визнали нову схему Михайла Грушевського, запропоновану в «Історії України-Руси», основою тогочасної української історії.

## Оцінка історичної концепції

### Оцінка радянськими істориками
Історик Дмитро Багалій, що не завжди поділяв думки Михайла Грушевського, зазначав:
|  | «Я властиво визнаю схему за правильну щодо української історії… бо український народ жив історичним життям протягом більш ніж тисячоліття, здобув собі з великими труднощами свою власну територію, витратив колосальну енергію, щоб її охороняти та нею користуватися, утворив за цей час націю». |

Він одним з перших осмислив наукову спадщину М. Грушевського в аналітичних працях: «Академік Михайло Грушевський і його місце в українській історіографії».
Учень М. Грушевського український історик, професор Йосип Гермайзе, характеризуючи роль «Історії України-Руси» в історіографії, вказав на її головні риси — наукова сумлінність, точність та досконала критика джерел.

### Оцінка іноземними вченими
Позитивно оцінюють концепцію Михайла Грушевського деякі зарубіжні історики з української діаспори США та Німеччини: Юрій Вернадський, Оскар Галецький, Микола Карпович, Євген Вайно та інших. Їхнє ставлення до творчості видатного вченого подав професор Любомир Винар у праці, яка вийшла англійською мовою: Wynar L.M. Hrushevsky: A Selective Bibliography.
Також американський професор історії Джеймс Томпсон, відзначив, що «Історія України-Руси» є справжньою енциклопедією досліджень цілого покоління українських, російських та німецьких учених".

## Аналіз концепції
Відомий український історик Олександр Оглоблин, що брав участь у антигрушевській кампанії початку 1930-х рр.., уже перебуваючи в еміграції, писав, що М. Грушевський залишив велику і страшну для ворогів українства спадщину як найсильнішу зброю: «Це його схема українського історичного процесу. Це його історична ідея України — синтезу нашої історії».
Історик виділив три головних лінії, що лежать в основі схеми української історії за М. Грушевським:
1. Ідея українського народу, який зв'язує в одну цілісність усі історичні періоди, вікові традиції і зберігає інстинкт національної самоохорони. Народ, на його переконання, єдиний герой історії, творець і споживач культурних цінностей.
2. Ідея землі, спільної етнічної території як найвагомішої підстави розвитку народу, його етногенезу. Ще у вступі до першого тому «Історії України-Руси» М. Грушевський наголошував, що в житті українського, як і кожного іншого народу, зустрічаються дві великі творчі і діяльні сили — народність і територія. Взаємодія цих сил закладає фундамент історичного прогресу.
3. Ідея держави, влади, політичної організації суспільства. Віддаючи пріоритет народу як мотору історичного процесу, учений наголошував, що держава не має бути пасивною, вона повинна віддзеркалювати його устремління і виконувати захисну та регулюючу функції в суспільстві.

Таким чином М. Грушевський уперше в нашій історіографії органічно поєднав ці три ідеї в одне ціле, а саме в схему історії українського народу. Його наукова концепція витримала перевірку часом і залишається актуальною й сьогодні, тому що вона всеосяжна і багатовимірна у часі і просторі.